# Bratovo, Tărgoviște
Bratovo (în bulgară Братово) este un sat în comuna Tărgoviște, regiunea Tărgoviște,  Bulgaria. 

## Demografie
Componența etnică a satului Bratovo
     Turci (77,55%)
     Nicio identificare (22,44%)
     Altele (0%)
La recensământul din 2011, populația satului Bratovo era de 196 locuitori. Din punct de vedere etnic, majoritatea locuitorilor (77,55%) erau turci. Pentru 22,44% din locuitori nu este cunoscută apartenența etnică.